# Tesla (NVIDIA)
Pour les articles homonymes, voir Tesla.

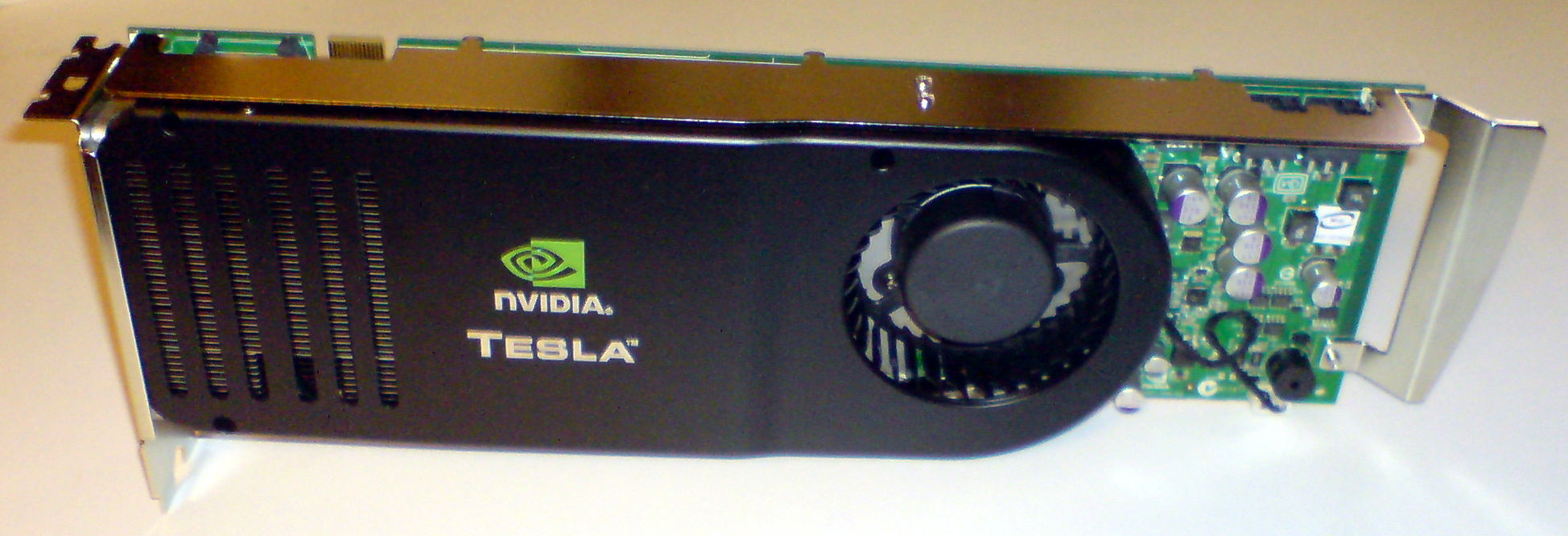
Carte Nvidia Tesla.

Tesla est une gamme de cartes accélératrices produites par Nvidia utilisant des processeurs graphiques faisant office de GPGPU et dont le but est d'assister le processeur central pour les calculs grâce à la bibliothèque logicielle Compute Unified Device Architecture (CUDA).
Son nom lui vient de Nikola Tesla, inventeur et ingénieur.

## Description
Se basant sur les premiers travaux accomplis avec le GeForce 8800 autour de CUDA, l'API logicielle permet d'exploiter via le langage C la puce graphique C870 comme un coprocesseur arithmétique. Selon NVIDIA, la puissance de la solution Tesla la rend tout particulièrement adéquate aux travaux géophysiques, à la biologie moléculaire, à la recherche génétique ou encore à la modélisation financière.
En juillet 2008 NVIDIA a annoncé vouloir rendre utilisable CUDA avec la totalité de ses produits (GeForce, Quadro, Tesla) utilisant des puces GeForce 8 ou ultérieures.
La principale particularité des cartes Tesla par rapport aux cartes GeForce ou Quadro dont elles sont issues est l'absence de sorties vidéo.

## Produits
- avec des puces de la famille GeForce 8 (2007)
  - Tesla C870 : une GeForce 8800 GTX PCI Express sans sorties vidéo et destinée exclusivement au calcul avec 1,5 Go de mémoire pour une puissance de calcul de 518 Gflops.
  - Tesla D870 : un boitier similaire au boitier Quadro plex avec deux cartes C870, relié à un ordinateur via une connexion PCI-Express.
  - Tesla S870 : un rack 1U qui renferme quatre cartes C870 avec un total de 6 Go de mémoire vidéo et relié à un ordinateur via une connexion PCI Express
- avec puce de la famille  GeForce 9
- avec puce de la famille  GeForce 200 (2008)
  - Tesla C1060 : carte PCI Express 2 similaire à la carte Geforce GTX 280, sans sorties vidéo
  - Tesla S1070 : un rack 1U avec quatre cartes C1060 (4x4 Go), relié à un ordinateur via plusieurs connexions PCI Express 2
- avec des puces utilisant l'architecture Fermi
  - Tesla M2090
  - Tesla M2075
- avec des puces utilisant l'architecture Kepler
  - Tesla K10 : Elle utilise deux GK104
  - Tesla K20 : La carte Tesla K20 est munie de 2 496 cœurs d'exécution CUDA, associés à 5 Go de mémoire GDDR5, pour une bande passante théorique de 208 Go/s. Elle utilise le GK110.
  - Tesla K20X : La carte Tesla K20X est munie 2 688 cœurs CUDA et 6 Go de mémoire vive, avec une bande passante donnée à 250 Go/s. Elle utilise également le GK110[1],[2],[3].
  - Tesla K40 : 2880 cœurs, 12 Go de mémoire. Elle utilise le GK110B.
  - Tesla K80 : 4992 cœurs, 24 Go de mémoire. Utilise deux GK210.
- avec des puces utilisant l'architecture Maxwell
  - Tesla M4 : 1024 cœurs, 4 Go de mémoire. Un GM206.
  - Tesla M6 : 1536 cœurs, 8 Go de mémoire. Un GM204.
  - Tesla M10 : 2560 cœurs, 32 Go de mémoire. Utilise quatre GM107.
  - Tesla M40 : 3272 cœurs. 12 Go de mémoire. Un GM200.
  - Tesla M60 : 4096 cœurs. 16 Go de mémoire. Deux GM204.
- avec des puces utilisant l'architecture Pascal
  - Tesla P4 : 2560 cœurs, 8 Go GDDR5. Basée sur le GP104 (équivalent : GTX 1080)
  - Tesla P6 : 2048 cœurs, 16 Go GDDR5. Basée sur le GP104-995
  - Tesla P40 :  3840 cœurs, 24 Go GDDR5. Basée sur le GP102
  - Tesla P100 : 3584 cœurs, 12 ou 16 Go HBM2, PCI Express ou NVLink. Utilise le GP100
- avec des puces utilisant l'architecture Turing
  - Tesla T4 : 2560 cœurs, 16 Go GDDR6. Basée sur le TU104
- avec des puces utilisant l'architecture Volta
  - Tesla V100 : 5120 cœurs, 16 ou 32 Go HBM2, PCI Express ou NVLink. Basée sur le GV100